# Кютаг'я
Кютаг'я (тур. Kütahya, грец. Κιουτάχεια) — одне з найдавніших міст на території сучасної Туреччини. Населення становить 237 804 жителів (2011 рік). Столиця однойменної провінції.
У місті зосереджені численні пам'ятники, серед яких замок, мечеті, медресе, лазні, мавзолеї, особняки.

## Історія
У 1921 році тут відбулася одна з битв греко-турецької війни.

## Відомі жителі
- Абд аль-Вахід
- Комітас

## Міста-побратими
- Росія, Бавли, Татарстан